# Daniel Norgren
Daniel Norgren (Borås, 18 juni 1983) is een Zweedse singer-songwriter. Sinds 2006 is hij verbonden aan het kleine indie label Super Puma records. Live speelt Norgren piano en gitaar met Anders Grahn op contrabas en Andreas Filipsson soms op een zelfgemaakt orgel.
In 2007 debuteerde hij met Kerosene Dreams, een album dat vooral was opgenomen met zelfgemaakte instrumenten. Met Outskirt uit 2008 oogstte hij succes bij bluesfans en kon hij op tournee in Europa. Horrifying Deatheating Bloodspider uit 2010 werd genomineerd singer-songwriter album van het jaar op het Zweedse manifest gala.

## Discografie
- Kerosene Dreams (2007)
- Outskirt (2008)
- Horrifying Deatheating Bloodspider (2010)
- Black Vultures (2011)
- Buck (2013)
- Alabursy (2015)
- The Green Stone (2015)
- Wooh Dang (2019)
- Live (2021)